# Großräschen
Großräschen (baix sòrab: Mukrań) és una ciutat alemanya que pertany a l'estat de Brandenburg. Està situada 110 kilòmetres al sud de Berlín i a 30 de Cottbus.

## Barris i pobles
- Město Mukrań; alem. Großräschen; hist. Rań
  - Darbnjojski lěsne město; alem. Döbener Waldstadt
  - Krotke sedlišćo; alem. Kunze-Siedlung
  - Kšoma sedlišćo; alem. Waldrand Siedlung
  - Pśistawowe město-Mukrań pódpołdnjo; alem. Hafenstadt-Großräschen Süd
  - Smogorjow-Mukrań pódzajtšo; alem. Schmogro-Großräschen Ost
  - Spěšnosće sedlišćo; alem. Temposiedlung
- Rańojski kraj; alem. Räschener Land
  - Barce; alem. Barzig
  - Chójany; alem. Cunersdorf
  - Chrěńcojce; alem. Chransdorf
  - Suchy Gózd; alem. Dörrwalde
  - Wołobuz; alem. Allmosen
  - Wormlag; pol. Wormłuk; alem. Wormlage
  - Wóškow; alem. Woschkow
  - Wulrow-Dobry Wotšow; alem. Freienhufen-Dobristroh
  - Zaluž; alem. Saalhausen

## Història
Tant Großräschen com Kleinräschen s'esmenten per primera vegada en un document oficial el 1370. La forma d'assentament i el nom suggereix que Kleinräschen és més antiga que Großräschen. Els pobles es va desenvolupar lentament, la població wenda depenia gairebé totalment de l'agricultura. Des de mitjans del segle xix en endavant, es desenvolupà la indústria pesant i les aldees van créixer ràpidament. El 1965 se'ls va atorgar la condició de ciutat, després d'haver estat incorporats en una sola comunitat el 1925. La dècada de 1980 va portar la destrucció de Bückgen, els habitants de la qual (4.000 d'ells van haver d'abandonar les seves llars) foren traslladats a blocs de pisos. Després de la caiguda del mur de Berlín, el declivi de la indústria (fabricació de vidre, la producció de maons, la mineria i l'agricultura, que solia ser presentat en l'escut de la ciutat de les armes) va causar un fort augment de l'atur.

## Ajuntament
El consistori és format per 22 regidors, que el 2008 eren repartits:
- SPD 7 regidors (31,4%)
- Die Linke 5 regidors (23,7%)
- Grüne Liga 5 regidors (23%)
- CDU 4 regidors (18,9%)
- Freie Bürger 1 regidor (3,1%)

## Agermanaments
- Trzebiatów